# Lothar Emmerich
Lothar Emmerich (Dortmund, 29 novembre 1941 – Hemer, 13 agosto 2003) è stato un calciatore e allenatore di calcio tedesco che ha giocato come attaccante nella Germania Ovest.

## Carriera

### Club
Ha giocato per nove anni nel Borussia Dortmund con cui vince la Coppa di Germania del 1965 e la Coppa delle Coppe 1965-1966; a titolo personale ha vinto la classifica dei cannonieri nel Campionato tedesco 1965-1966 con 31 reti e poi di nuovo nel 1966-1967 con 28 reti a pari merito con Gerd Müller, e la classifica marcatori della Coppa delle Coppe 1965-1966 con 14 reti all'attivo (record assoluto per una singola edizione della manifestazione).
Nel 1969 si trasferisce in Belgio nel Beerschot, vincendo con questa maglia la classifica dei cannonieri nel campionato 1969-1970 con 29 reti; resta in Belgio fino al 1972 quando si trasferisce poi in Austria nel FC Kärnten; successivamente gioca per diversi anni nelle serie minori tedesche, dove lascia il calcio giocato nel 1978, non prima di diventare capocannoniere nella Zweite Bundesliga 1976-1977 con la maglia del Würzburger.

### Nazionale
Ha giocato complessivamente 5 incontri con la Nazionale della Germania Ovest segnando 2 reti. Ha fatto parte della spedizione tedesca ai Mondiali del 1966 in Inghilterra; in tale manifestazione Emmerich segnò una rete decisiva nella vittoria con la Spagna e giocò poi da titolare la finale contro l'Inghilterra, terminata 4-2 per i britannici.

### Allenatore
Conclusa la carriera da calciatore, ha lavorato come allenatore in tutti gli anni Ottanta e fino al termine degli anni Novanta dirigendo numerose squadre tedesche delle serie minori (su tutte possiamo ricordare il Magonza). È morto nel 2003 a 61 anni.

## Palmarès

### Giocatore

#### Club

##### Competizioni nazionali
- Campionato tedesco occidentale: 1

Borussia Dortmund: 1962-1963
- Coppa di Germania: 1

Borussia Dortmund: 1965

##### Competizioni internazionali
- Coppa delle Coppe: 1

Borussia Dortmund: 1965-1966

#### Individuale
- Capocannoniere del campionato tedesco occidentale: 1

1965-1966 (31 gol)
- Capocannoniere della Coppa delle Coppe: 1

1965-1966 (14 gol)

## Statistiche

### Cronologia presenze e reti in nazionale
| Cronologia completa delle presenze e delle reti in nazionale ― Germania Ovest | Cronologia completa delle presenze e delle reti in nazionale ― Germania Ovest | Cronologia completa delle presenze e delle reti in nazionale ― Germania Ovest | Cronologia completa delle presenze e delle reti in nazionale ― Germania Ovest | Cronologia completa delle presenze e delle reti in nazionale ― Germania Ovest | Cronologia completa delle presenze e delle reti in nazionale ― Germania Ovest | Cronologia completa delle presenze e delle reti in nazionale ― Germania Ovest | Cronologia completa delle presenze e delle reti in nazionale ― Germania Ovest |
| Data                                                                          | Città                                                                         | In casa                                                                       | Risultato                                                                     | Ospiti                                                                        | Competizione                                                                  | Reti                                                                          | Note                                                                          |
| ----------------------------------------------------------------------------- | ----------------------------------------------------------------------------- | ----------------------------------------------------------------------------- | ----------------------------------------------------------------------------- | ----------------------------------------------------------------------------- | ----------------------------------------------------------------------------- | ----------------------------------------------------------------------------- | ----------------------------------------------------------------------------- |
| 23-3-1966                                                                     | Rotterdam                                                                     | Paesi Bassi                                                                   | 2 – 4                                                                         | Germania Ovest                                                                | Amichevole                                                                    | 1                                                                             |                                                                               |
| 20-7-1966                                                                     | Birmingham                                                                    | Germania Ovest                                                                | 2 – 1                                                                         | Spagna                                                                        | Mondiali 1966 - 1º turno                                                      | 1                                                                             |                                                                               |
| 23-7-1966                                                                     | Sheffield                                                                     | Germania Ovest                                                                | 4 – 0                                                                         | Uruguay                                                                       | Mondiali 1966 - Quarti di finale                                              | -                                                                             |                                                                               |
| 25-7-1966                                                                     | Liverpool                                                                     | Germania Ovest                                                                | 2 – 1                                                                         | Unione Sovietica                                                              | Mondiali 1966 - Semifinale                                                    | -                                                                             |                                                                               |
| 30-7-1966                                                                     | Londra                                                                        | Inghilterra                                                                   | 4 – 2 dts                                                                     | Germania Ovest                                                                | Mondiali 1966 - Finale                                                        | -                                                                             |                                                                               |
| Totale                                                                        |                                                                               | Presenze                                                                      | 5                                                                             |                                                                               | Reti                                                                          | 2                                                                             |                                                                               |